# Стаханов, Владимир Анатольевич
Влади́мир Анато́льевич Стаха́нов (1925—2008) — советский и российский физик-теоретик, специалист в области разработки ядерных зарядов, кандидат физико-математических наук, лауреат Ленинской премии (1967).

## Биография
Родился в 1925 году в  Ярославле. С 1941 года — участник Великой Отечественной войны. С 1955 года после окончания Физического факультета МГУ работал в системе атомной промышленности СССР. 
С 1955 года  направлен инженером в город Арзамас-16 в КБ-11, но в том же году был переведён в закрытый город Челябинск-70  во ВНИИТФ где работал — инженером, научным сотрудником, старшим научным сотрудником. В 1998 году был назначен ведущим научным сотрудником научно-теоретического отделения ВНИИТФ. В. А. Стаханов разработал, испытал и сдал в серийное производство на вооружение в Вооружённые силы СССР около двадцати ядерных и термоядерных зарядов и их модификаций; одно из этих изделий, разработанное по предложению и по инициативе В. А. Стаханова в 1965—1967 годах, обеспечило крупный научно-технический скачок в деле конструирования специальных зарядов для ВНИИТФ и ВНИИЭФ. Читал курс лекций по  теоретической физике (квантовая механика и статистическая физика) в Снежинском физико-техническом институте.
Умер 13 ноября 2008 года в Снежинске.

## Награды

### Ордена
- Орден Отечественной войны 2-й степени (1985)
- Два Ордена Трудового Красного Знамени (1966, 1976)

### Медали
- Медаль «За трудовую доблесть» (1962)
- Медаль «За победу над Германией в Великой Отечественной войне 1941—1945 гг.» (1945)
- Медаль «За взятие Кёнигсберга» (1945)

### Премии
- Ленинская премия (1967)